# Mahir Savranlıoğlu
Mahir Savranlıoğlu (* 7. August 1986 in Herrenberg) ist ein türkischer Fußballspieler.

## Karriere
Savranlıoğlu spielte in der Jugend für den ASV Rexingen und den SSV Reutlingen 05, bevor er mit dem TuS Ergenzingen in der Landesliga erste Erfahrungen im Seniorenfußball sammelte. Zur Saison 2006/07 wechselte er zum KFC Uerdingen 05, mit dem er in Oberliga Nordrhein spielte. Dort blieb er aber nur ein Jahr und spielte anschließend in der Saison 2007/08 für den FC Gütersloh 2000. Nachdem der FC Gütersloh sich nicht für die neue Regionalliga West qualifizieren konnte, wechselte Savranlıoğlu zum FC Schalke 04, wo er mit dessen zweiter Mannschaft in der Regionalliga West spielte. Danach war Savranlıoğlu zunächst vereinslos, unterschrieb jedoch im November 2009 einen Vertrag bei den Stuttgarter Kickers. Mit den Kickers schaffte er in der Saison 2011/12 den Aufstieg in die 3. Liga, wo er am ersten Spieltag beim Spiel gegen Hansa Rostock sein Profidebüt feierte.
Zur Saison 2014/15 wechselte Savranlıoğlu in die zweite türkische Liga zum zentralanatolischen Verein Kayserispor. Dieser Wechsel kam im Nachhinein nicht zustande.
Im Juni 2017 beendete Savranlioglu seine Karriere und ist seit Juli 2017 Spielertrainer des Kreisligisten TSG Wittershausen.